# Академия международного права

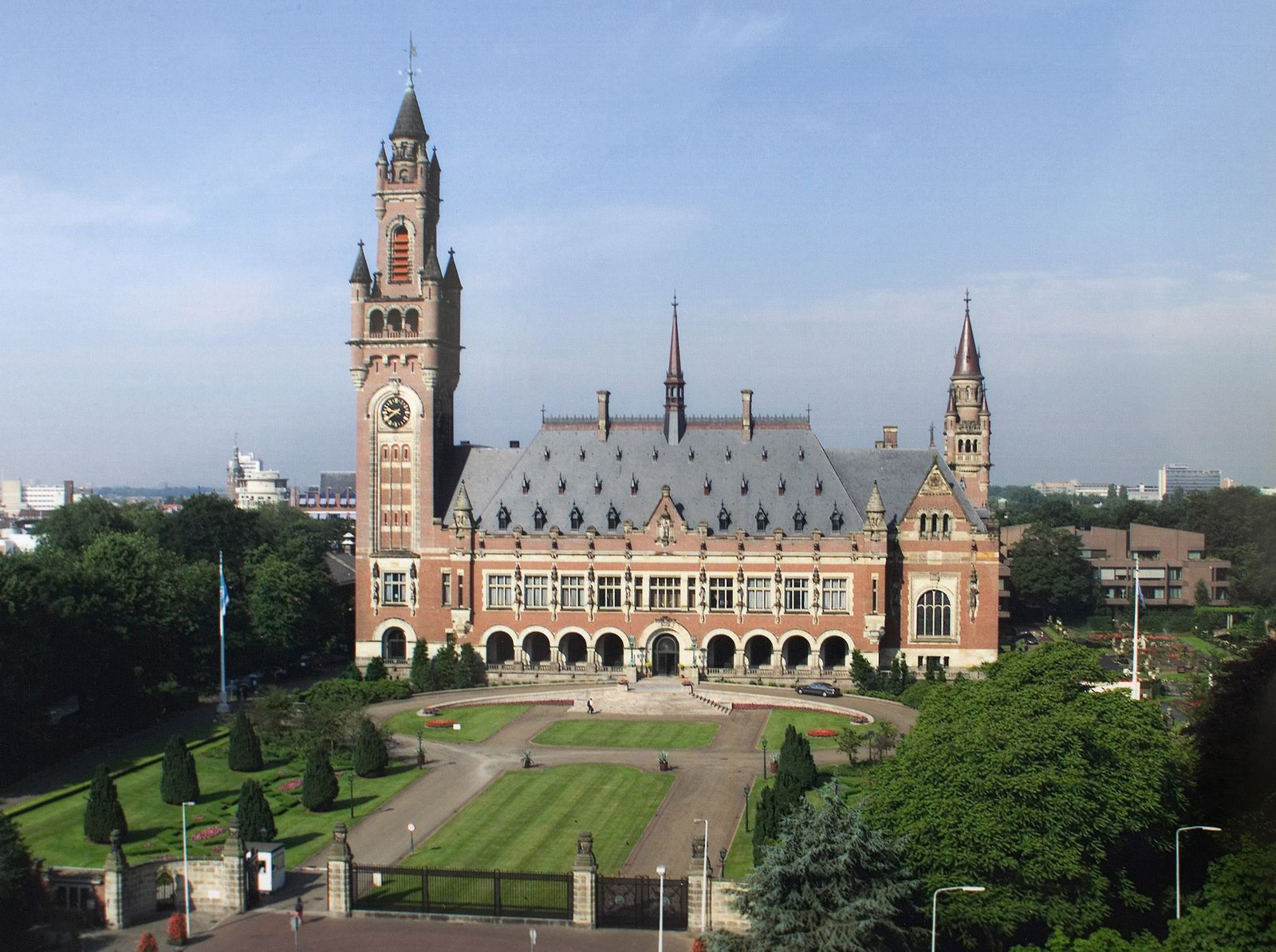
Дворец мира. Резиденция Академии международного права

Академия международного права (фр. Académie de droit international), или Гаагская академия международного права (фр. Académie de droit international de La Haye) была создана 21 января 1914 года по инициативе 12 известных юристов-международников европейских стран. С 1923 года Находится во Дворце мира в Гааге (Нидерланды).
В соответствии со ст. 2 Устава Академии должна быть «центром по изучению международного права (публичного и частного) и смежных наук, имеющих целью облегчение углублённого и беспристрастного исследования вопросов, касающихся международных юридических отношений». Рабочими языками являются французский и английский. В 1925 году Академия международного права начала издавать читаемые в ней курсы по вопросам международного права. На сегодняшний день было издано более 65 томов таких курсов лекций.
В 1957 году при Академии был создан научно-исследовательский центр международного права и международных отношений.